# Calosoma pavlovskii
Calosoma (Callisthenes) pavlovskii – gatunek chrząszcza z rodziny biegaczowatych, podrodziny Carabinae i plemienia Carabini.
Gatunek ten został opisany w 1955 roku przez Olega Kryżanowskiego jako Callisthenes pavlovskii. Według Sandro Bruschiego stanowi on  podgatunek Calosoma (Callisthenes) panderi pavlovskii. Według bazy Carbidae of the World (2015) jest on osobnym gatunkiem.
Krótkoskrzydły tęcznik o ciele długości od 17 do 23 mm. Ciało w obrysie bardziej wydłużone niż u C. panderi. Wierzch ciała jednolicie ciemnofioletowy, bez spiżowego połysku. Rzeźba pokryw w różnym stopniu wyniesiona, jednak międzyrzędy zwykle spłaszczone.
Chrząszcz palearktyczny. Znany z Kazachstanu i Kirgistanu, gdzie zasiedla dolinę rzeki Tałas w rejonie Tienszanu.